# Katholieke Arbeidersjeugd (Nederland)
De Katholieke Arbeidersjeugd (KAJ, informeel "kajotters") was een Nederlandse katholieke jeugdbeweging die zich richtte op jongeren uit de werkende klasse. De KAJ bestond in Nederland tussen 1945 en 1965. Ze zou opgaan in de Katholieke Werkende Jongeren.

## Ontstaan

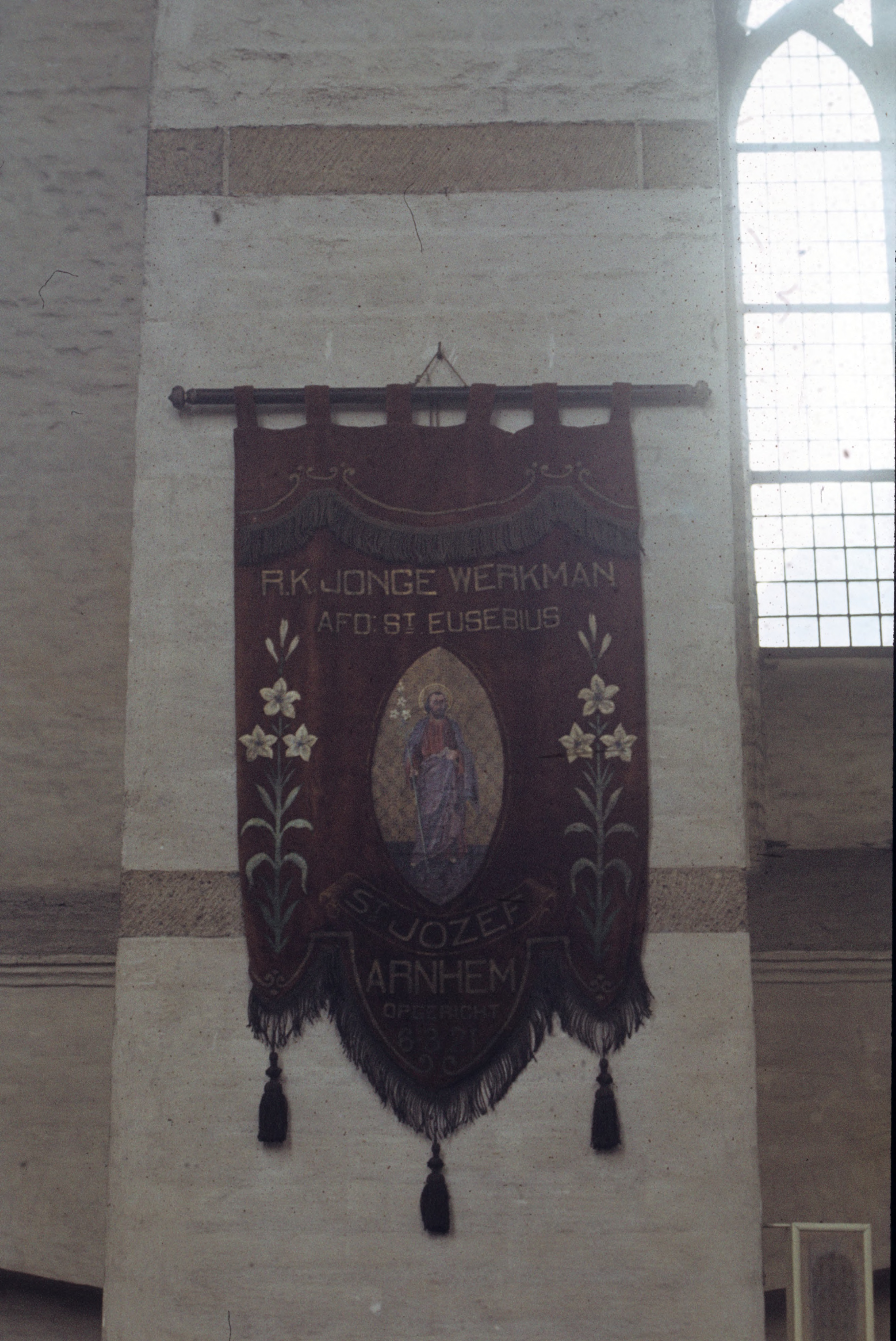
Vaandel R.K. Jonge Werkman

In 1915 besloten de rooms-katholieke vakverenigingen en patronaten te gaan samenwerken in aspirantenafdelingen binnen de vakverenigingen met als doel jonge katholieke arbeiders te “vormen tot bekwame vaklieden en goede leden der r.k. vakorganisatie”. Dit initiatief ging enkele jaren later ter ziele, omdat de bisschoppen meer heil zagen in de Sint-Josephgezellen (in het bisdom Haarlem) en De Jonge Werkman (in de overige bisdommen). De bedoeling was dat jongens in de patronaten bleven tot 18 jaar (in het bisdom Haarlem tot 17 jaar) en daarna lid werden van De Jonge Werkman of de St. Josephsgezellenvereniging.
In Limburg bestond sinds 1931 de door dr. Poels opgerichte Katholieke Arbeiders Meisjesvereniging (KAMV), een jaar later gewijzigd in Katholieke Arbeiders Jeugd Vereniging (KAJV). De landelijke Katholieke Arbeidersjeugd (KAJ) ontstond direct na de Tweede Wereldoorlog uit een fusie tussen de Sint-Josephgezellen en De Jonge Werkman. De KAJ werd opgericht naar het Vlaamse voorbeeld. In veel plaatsen was de KAJ betrokken bij de oprichting van R.K. Levenscholen. Naast de KAJ bestond ook de VKAJ (Vrouwelijke Katholieke Arbeidersjeugd) voor jonge vrouwen. In 1965 gingen de KAJ en VKAJ op in een nieuwe, 'gemengde' organisatie, de Katholieke Werkende Jongeren (KWJ).

## Doelgroep, doel en organisatie
De Katholieke Arbeidersjeugd was voor jongeren van 17 tot 23 jaar (indien gewenst te verlengen tot 25 jaar). Vanaf 19 jaar was het lidmaatschap van de katholieke vakbond voor "kajotters" verplicht. Het doel was:
1. de behartiging van de belangen, zowel op geestelijk als materieel gebied, van jonge arbeiders in het algemeen en die van de leden in het bijzonder;
2. de herkerstening van het maatschappelijk leven.

De leden waren per bisdom gegroepeerd in parochiële afdelingen, die gezamenlijk een zelfstandige diocesane bond vormden met een eigen rechtspersoonlijkheid en bestuur. De zetel van de landelijke KAJ was gevestigd te Utrecht. In de jaren vijftig had zij circa 50.000 leden.